# 昭惠王祠遗址
昭惠王祠遗址，位于中国河北省邯郸市临洺关镇，为邯郸市永年县的一个省级文物保护单位，类型为古遗址，公布时间为2001年2月7日。
昭惠王祠遗址的历史年代为唐代。